# Базлен, Бриджид
Бриджид Мэри Базлен (англ. Brigid Mary Bazlen; 9 июня 1944 — 25 мая 1989) —  американская актриса кино, театра и телевидения. 

## Биография
Родилась  9 июня 1944 года в Фонд-дю-Лак (Висконсин) в семье исполнительного директора розничной сети торговли Артура Базлена и Мэгги Дейли, колумнистки газеты Chicago American. 6-летняя Бриджид была замечена  исполнительным директором NBC, когда стояла на остановке возле дома в ожидании школьного автобуса. Так она получила свою первую роль в мыльной опере «Хокинс-Фоллс, Население 6200».
Наиболее известна по ролям в голливудских фильмах «Машина медового месяца», «Царь царей»  и «Как был завоёван Запад».
С 1966 по 1968 год была замужем за французским  актёром и певцом Жаном-Полем Виньоном (род. 1935). В этом браке у пары родилась дочь Маргарита. В 1972 году сочеталась законным браком с Мерлином Грином, но и здесь отношения завершились разводом.
Базлен провела остаток жизни в Сиэтле, заботясь о своей матери,   которая потеряла ногу по причине опухоли. Актриса  умерла от рака 25 мая 1989 года в возрасте 44 лет.